# Daltonia ovalis
Daltonia ovalis là một loài rêu trong họ Daltoniaceae. Loài này được Taylor mô tả khoa học đầu tiên năm 1846.